# Орсеніго
Орсеніго, Орсеніґо (італ. Orsenigo) — муніципалітет в Італії, у регіоні Ломбардія, провінція Комо.
Орсеніго розташоване на відстані близько 510 км на північний захід від Рима, 36 км на північ від Мілана, 9 км на південний схід від Комо.
Населення — 2776 осіб (2014).

## Демографія
Населення за роками:

Станом на 1 січня 2023 року в муніципалітеті офіційно проживав 101 іноземець з 27 країн, серед них 26 громадян країн Євросоюзу та 4 громадяни України.

## Сусідні муніципалітети
- Альбавілла
- Альбезе-кон-Кассано
- Альсеріо
- Альцате-Бріанца
- Анцано-дель-Парко
- Канту
- Кап'яго-Інтім'яно
- Монторфано